# Manden der ville være skyldig
Manden der ville være skyldig er en dansk film fra 1990 med manuskript og instruktion af Ole Roos, efter en roman af Henrik Stangerup (udgivet i 1973).

## Medvirkende
- Jesper Klein
- Anna Karina
- Bent Christensen
- Kirsten Norholt
- Sam Besekow
- Poul Bundgaard
- Bent Warburg
- Tove Maës
- Kai Løvring
- Lene Brøndum
- Lillian Tillegreen
- Lotte Olsen
- Preben Kristensen
- Stig Hoffmeyer
- Gyda Hansen
- Benjamin Rothenborg Vibe